# Malangwa
Malangwa é uma cidade do Nepal.